# Xampú (pel·lícula)
|  | Aquest article tracta sobre una pel·lícula dirigida per Hal Ashby . Vegeu-ne altres significats a « Xampú ». |

Xampú (títol original en anglès: Shampoo) és una pel·lícula estatunidenca de 1975 dirigida per Hal Ashby, posant en escena en els principals papers Warren Beatty, Julie Christie, Goldie Hawn i Lee Grant. La pel·lícula es desenvolupa el 1968, la nit precedent de la primera elecció de Richard Nixon a la Casa Blanca, i es va estrenar en el mateix moment del desenllaç de l'escàndol del Watergate. El segon pla polític de la pel·lícula provoca d'altra banda una situació irònica, ja que els espectadors, contràriament als personatges de la pel·lícula, podíen jutjar a l'obra la sortida de la presidència de Nixon.
El tema principal de la pel·lícula no és tanmateix d'ordre polític però revela un estudi de costums: la pel·lícula és especialment destacada per a la sàtira feroç que presenta sobre els costums sexuals i socials de la fi dels anys 1960. El personatge principal, un perruquer seductor encarnat per Warren Beatty, és considerat com una adaptació moderna del personatge de Horner en l'obra teatral de la Restauració anglesa, La Provincial. D'altra banda Carrie Fisher fa una breu aparició en el seu inici a la pantalla: encarnarà més tard el personatge de la Princesa Leia.
Aquesta pel·lícula ha estat doblada al català.

## Argument
Xampú té lloc en un període de 24 hores el 1968 a Beverly Hills, en vigílies de l'elecció que veurà l'accessió de Nixon a la presidència americana. George Roundy (Warren Beatty) és un perruquer extremadament seductor, que usa el seu carisma i les seves competències professionals per trobar i seduir nombroses dones, entre les quals la seva amiga Jill (Goldie Hawn). Malgrat això, George no està satisfet de la seva vida professional; considera en efecte que el seu rang actual d'empleat amb un perruquer de segona zona no correspon a les seves capacitats reals, i somia a muntar la seva pròpia perruqueria.

## Repartiment
- Warren Beatty: George Roundy
- Julie Christie: Jackie Shawn
- Goldie Hawn: Jill
- Lee Grant: Felicia Karpf
- Jack Warden: Lester Karpf
- Tony Bill: Johnny Pope
- George Furth: M. Pettis
- Randy Scheer: Dennis
- Susanna Moore: Gloria
- Carrie Fisher: Lorna Karpf
- Mike Olton: Ricci
- Richard E. Kalk: Detectiu Younger
- Deb Edwards: Southern Belle
- Jay Robinson: Norman
- Luana Anders: Devra

## Premis i nominacions[calcitació]

### Premis
- Oscar a la millor actriu secundària per Lee Grant

### Nominacions
- Oscar al millor actor secundari - Jack Warden
- Oscar al millor guió original - Robert Towne i Warren Beatty
- Oscar a la millor direcció artística
- Globus d'Or a la millor pel·lícula musical o còmica
- Globus d'Or al millor actor musical o còmic per Warren Beatty
- Globus d'Or a la millor actriu musical o còmica per Julie Christie
- Globus d'Or a la millor actriu musical o còmica per Goldie Hawn
- Globus d'Or a la millor actriu secundària per Lee Grant